# Обухово (Шатурский район)
Обухово — деревня в Шатурском муниципальном районе Московской области, в составе сельского поселения Радовицкое. Расположена в юго-восточной части Московской области. Население — 53 чел. (2011). Деревня известна с 1620 года.

## Название
В письменных источниках деревня упоминается как Обухово или Обухова (в памятной книжке Рязанской губернии 1868 года — Абухова). Название связано с некалендарным личным именем Обух.

## Физико-географическая характеристика
Деревня расположена в пределах Мещёрской низменности, относящейся к Восточно-Европейской равнине, на высоте 124 м над уровнем моря. Рельеф местности равнинный. К востоку и северу от деревни находятся поля, к югу и западу — лесной массив. В 0,3 км к югу от деревни протекает небольшая речка, обозначенная на топографической межевой карте 1850 года как Галка, и впоследствии впадает в реку Чальцу.
По автомобильной дороге расстояние до МКАД составляет около 153 км, до районного центра, города Шатуры, — 65 км, до ближайшего города Спас-Клепики Рязанской области — 41 км. Ближайший населённый пункт — деревня Харлампеево, расположенная в 0,8 км к востоку от Обухова.
Деревня находится в зоне умеренно континентального климата с относительно холодной зимой и умеренно тёплым, а иногда и жарким, летом. В окрестностях деревни распространены дерново-подзолистые почвы с преобладанием песков и супесей.
В деревне, как и на всей территории Московской области, действует московское время.

## История

### С XVII века до 1861 года
В XVII веке деревня Обухово входила в Ильмянскую кромину волости Муромское сельцо Владимирского уезда Замосковного края Московского царства. Первым известным владельцем деревни был Лазарь Петрович Ададуров, представитель дворянского рода Ададуровых. Лазарь Петрович получил деревню в поместье в 7128 (1620/21) году. В писцовой книге Владимирского уезда 1637—1648 годов Обухово описывается как деревня на суходоле с одним двором, при деревне имелись пахотные земли среднего качества и сенокосные угодья:

Деревня Обухово на суходоле, а в ней двор крестьянин Давыдко, прозвище Добрынка, Петров да брат его Ефремко, у Давыдка сын Ивашко; да с ними ж во дворе брат их Перфилко да дети его Сенко да Климко, бежали безвестно во 141 году. Пашни паханые середние земли двенадцать четвертей, да лесом поросло одиннадцать чет в поле, а в дву по тому ж; сена около поль тридцать копен
В переписной книге 1678 года поместье Лазаря Петровича значилось за Василием Борисовичем Ододуровым.
В результате губернской реформы 1708 года деревня оказалась в составе Московской губернии. После образования в 1719 году провинций деревня вошла во Владимирскую провинцию, а с 1727 года — во вновь восстановленный Владимирский уезд.
В 1778 году образовано Рязанское наместничество (с 1796 года — губерния). Впоследствии вплоть до начала XX века Обухово входило в Егорьевский уезд Рязанской губернии.
По данным X ревизии 1858 года, деревня принадлежала царевне Анастасии Григорьевне Грузинской, жене князя Ильи Грузинского. По сведениям 1859 года Обухово — владельческая деревня 2-го стана Егорьевского уезда по правую сторону Касимовского тракта, при колодцах. На момент отмены крепостного права владелицей деревни была царевна Грузинская.

### 1861—1917
После реформы 1861 года из крестьян деревни было образовано одно сельское общество, которое вошло в состав Дубровской волости.
В 1885 году был собран статистический материал об экономическом положении селений и общин Егорьевского уезда. В деревне было общинное землевладение. Земля была поделена по работникам. Практиковались переделы пашни каждые три года. Луга не делили. В общине отсутствовал лес, в связи с чем крестьянам приходилось покупать дрова для отопления изб. Надельная земля состояла из одного участка. Дальние полосы отстояли от деревни в 1,5 версте. Пашня была разделена на 30 участков. Земли не хватало, и 15 домохозяев арендовали 60 десятин луга за 300 рублей.
Почвы были песчаные и супесчаные с примесью ила. Пашни частично низменные, а частично — бугристые. Луга посредственные. Прогоны были неудобные, общине приходилось платить бывшей помещице царевне Грузинской за проход скота на пастбище. В деревне был один пруд и 30 колодцев с хорошей и постоянной водой. Своего хлеба хватало, но на продажу не бывало. Сажали рожь, овёс, гречиху и картофель. У крестьян было 56 лошадей, 93 коровы, 163 овцы, 68 свиней, а также 30 плодовых деревьев и 180 колодок пчёл. Избы строили деревянные, крыли деревом и железом, топили по-белому.
Деревня входила в приход села Ильмяны (Покров), там же находилась ближайшая школа. В самой деревне имелась деревянная часовня, а также кабак, рушалка и маслобойня. Главным местным промыслом среди мужчин было выделка корыт, которые сбывали преимущественно в селе Спас-Клепиках. Многие мужчины занимались отхожими промыслами, в основном плотничеством. В 1885 году на заработки уходил 101 мужчина, главным образом в Зарайский уезд.
Летом 1885 года в деревне был крупный пожар, сгорело 26 дворов.
По данным 1905 года основным промыслом в деревне было плотничество. В деревне имелась одна ветряная мельница и одна маслобойня. Ближайшее почтовое отделение и земская лечебница находились в селе Дмитровский Погост.

### 1917—1991
В 1919 году деревня Обухово в составе Дубровской волости была передана из Егорьевского уезда во вновь образованный Спас-Клепиковский район Рязанской губернии. В 1921 году Спас-Клепиковский район был преобразован в Спас-Клепиковский уезд, который в 1924 году был упразднён. После упразднения Спас-Клепиковского уезда деревня передана в Рязанский уезд Рязанской губернии. В 1925 году произошло укрупнение волостей, в результате которого деревня оказалась в укрупнённой Архангельской волости. В ходе реформы административно-территориального деления СССР в 1929 году деревня вошла в состав Дмитровского района Орехово-Зуевского округа Московской области. В 1930 году округа были упразднены, а Дмитровский район переименован в Коробовский.
В 1930 году деревня входила в Обуховский сельсовет. В 1954 году Обуховский и Шелогуровский сельсоветы объединены во вновь образованный Харлампеевский сельсовет.
Тридцать восемь уроженцев деревни были награждены боевыми орденами и медалями Великой Отечественной войны.
В 1953 году в деревня входила в колхоз имени Булганина.
3 июня 1959 года Коробовский район был упразднён, Харлампеевский сельсовет передан Шатурскому району.
С конца 1962 года по начало 1965 года Обухово входило в Егорьевский укрупнённый сельский район, созданный в ходе неудавшейся реформы административно-территориального деления, после чего деревня в составе Харлампеевского сельсовета вновь передана в Шатурский район.
До 1974 года в деревне имелась начальная школа.

### С 1991 года
В 1994 году в соответствии с новым положением о местном самоуправлении в Московской области Харлампеевский сельсовет был преобразован в Харлампеевский сельский округ. В 2005 году образовано сельское поселение Радовицкое, в которое вошла деревня Обухово.

## Население
| 1858 | 1859 | 1868 | 1885 | 1905 | 1970 | 1993 |
| ---- | ---- | ---- | ---- | ---- | ---- | ---- |
| 279  | ↗300 | ↗350 | ↗401 | ↗524 | ↘219 | ↘95  |
| 2002 | 2006 | 2010 | 2011 |      |      |      |
| ↘59  | ↗69  | ↘53  | →53  |      |      |      |

Первые сведения о жителях деревни встречаются в писцовой книге Владимирского уезда 1637—1648 гг., в которой учитывалось только податное мужское население (крестьяне и бобыли). В деревне Обухово был один крестьянский двор, в котором проживало 3 мужчины, ещё трое числились в бегах.
В переписях за 1858 (X ревизия), 1859 и 1868 годы учитывались только крестьяне. Число дворов и жителей: в 1850 году — 30 дворов; в 1858 году — 134 муж., 145 жен.; в 1859 году — 34 двора, 138 муж., 162 жен.; в 1868 году — 52 двора, 175 муж., 175 жен.
В 1885 году был сделан более широкий статистический обзор. В деревне проживало 389 крестьян (63 двора, 187 муж., 202 жен.), из 55 домохозяев один не имел своего двора, а у 9 было по две избы. Кроме того, в деревне проживало 3 семьи, не приписанные к крестьянскому обществу (1 двор, 4 муж., 8 жен.). На 1885 год грамотность среди крестьян деревни составляла 13 % (51 человек из 389), также 7 мальчиков посещали школу.
В 1905 году в деревне проживал 524 человека (70 дворов, 246 муж., 278 жен.). Со второй половины XX века численность жителей деревни постепенно уменьшалась: в 1970 году — 70 дворов, 219 чел.; в 1993 году — 46 дворов, 95 чел.; в 2002 году — 59 чел. (22 муж., 37 жен.).
По результатам переписи населения 2010 года в деревне проживало 53 человека (27 муж., 26 жен.), из которых трудоспособного возраста — 32 человека, старше трудоспособного — 19 человек, моложе трудоспособного — 2 человека. Жители деревни по национальности в основном русские (по переписи 2002 года — 100 %).

## Социальная инфраструктура
Магазин в деревне работает только в летний период, зимой продуктами питания жителей деревни обеспечивает автолавка. Медицинское обслуживание жителей деревни обеспечивают фельдшерско-акушерский пункт в деревне Голыгино (ФАП в деревне закрыт в 2002 году), Радовицкая участковая больница и Шатурская центральная районная больница. Ближайшее отделение скорой медицинской помощи расположено в Дмитровском Погосте. Среднее образование жители деревни получают в Радовицкой средней общеобразовательной школе.
Пожарную безопасность в деревне обеспечивает пожарная часть № 293, а также пожарные посты в деревне Евлево, селе Дмитровский Погост (пожарная часть № 275) и в посёлке санатория «Озеро Белое» (пожарная часть № 295).
Деревня электрифицирована, но не газифицирована. В соответствии с Программой «Развитие газификации в Московской области до 2017 года» подведение газа к деревне не планируется. Центральное водоснабжение отсутствует, потребность в пресной воде обеспечивается общественными и частными колодцами.

## Транспорт и связь
Рядом с деревней проходит асфальтированная автомобильная дорога общего пользования МЕТК-Подлесная-Радовицкий мох, на которой имеется остановочный пункт маршрутных автобусов «Обухово».
Деревня связана автобусным сообщением с селом Дмитровский Погост (маршрут № 42), городом Егорьевском (маршрут № 67) и Москвой (маршруты № 332). Прямой автобусный маршрут, связывающий деревню с районным центром городом Шатурой, отсутствует. Ближайшая железнодорожная станция Кривандино Казанского направления находится в 54 км по автомобильной дороге.
В деревне доступна сотовая связь (2G и 3G), обеспечиваемая операторами «Билайн», «МегаФон» и «МТС».
Ближайшее отделение почтовой связи, обслуживающее жителей деревни, находится в посёлке Радовицкий.
- Дорожный указатель на деревню
- Остановка Обухово
- Таксофон в деревне